# Crosslauf-Europameisterschaften 2011
Die 18. Crosslauf-Europameisterschaften der EAA fanden am 11. Dezember 2011 in Velenje statt. Die slowenische Stadt war zum zweiten Mal nach 1999 Gastgeberort der EM.
Das Rennen fand am Südufer des Velenje-Sees auf einer großen Runde von 1500 m und einer kleinen Runde von 500 m statt. Die Männer bewältigten sechs große und zwei kleine Runden (10 km), die Frauen und die U23-Männer fünf große und eine kleine Runde (8 km), die U23-Frauen und die Junioren vier große Runden (6 km) und die Juniorinnen zwei große und zwei kleine Runden (4 km).

## Ergebnisse

### Männer

#### Einzelwertung
| Platz | Athlet           | Land | Zeit (min) |
| ----- | ---------------- | ---- | ---------- |
| 1     | Atelaw Yeshetela | BEL  | 29:15      |
| 2     | Ayad Lamdassem   | ESP  | 29:20      |
| 3     | José Rocha       | POR  | 29:21      |
| 4     | Hassan Chahdi    | FRA  | 29:22      |
| 5     | Morhad Amdouni   | FRA  | 29:23      |
| 6     | Joseph Sweeney   | IRL  | 29:24      |
| 7     | Javier Guerra    | ESP  | 29:26      |
| 8     | Mourad Amdouni   | FRA  | 29:37      |

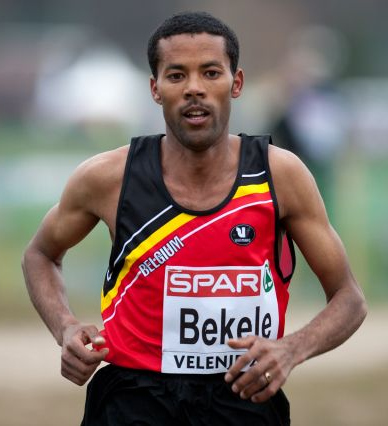
Atelaw Yeshetela gewann das Männerrennen.

Von 76 gestarteten Athleten erreichten 73 das Ziel.
Teilnehmer aus deutschsprachigen Ländern:
- 34: Steffen Uliczka (GER), 30:16
- 39: Julian Flügel (GER), 30:25
- 41: Filmon Ghirmai (GER), 30:26
- 46: Rico Schwarz (GER), 30:43
- 48: Rolf Rüfenacht (SUI), 30:50
- 52: Sebastian Hallmann (GER), 31:05
- 55: Sven Weyer (GER), 31:18
- 69: Christoph Sander (AUT), 32:59

#### Teamwertung
| Platz | Land und Athleten                                                         | Gesamtpunktzahl und Einzelplatzierung |
| ----- | ------------------------------------------------------------------------- | ------------------------------------- |
| 1     | Frankreich Hassan Chahdi Mourad Amdouni Mokhtar Benhari Benjamin Malaty   | 34 04 07 11 12                        |
| 2     | Vereinigtes Königreich Andrew Vernon Ryan McLeodi James Walsh Mark Draper | 59 09 13 15 22                        |
| 3     | Spanien Ayad Lamdassem Javier Guerra Ricardo Serrano Youssef Aakaou       | 67 02 06 27 32                        |

Insgesamt wurden zehn Teams gewertet, die deutsche Mannschaft erreichte mit 160 Punkten den achten Platz.

### Frauen

#### Einzelwertung
| Platz | Athletin          | Land | Zeit (min) |
| ----- | ----------------- | ---- | ---------- |
| 1     | Fionnuala Britton | IRL  | 25:55      |
| 2     | Ana Dulce Félix   | POR  | 26:02      |
| 3     | Gemma Steel       | GBR  | 26:04      |
| 4     | Nadia Ejjafini    | ITA  | 26:13      |
| 5     | Adriënne Herzog   | NED  | 26:34      |
| 6     | Sophie Duarte     | FRA  | 26:36      |
| 7     | Roxana Bârca      | ROU  | 26:39      |
| 8     | Leonor Carneiro   | POR  | 26:39      |

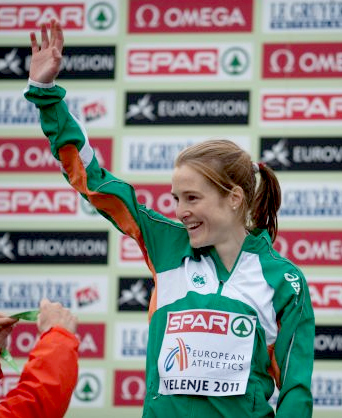
Fionnuala Britton bei der Siegerehrung

Von 54 gestarteten Athletinnen erreichten 49 das Ziel.
Teilnehmerinnen aus deutschsprachigen Ländern:
- 9: Simret Restle (GER), 26:40
- 16: Sabrina Mockenhaupt (GER), 27:02
- 28: Verena Dreier (GER), 27:40
- 30: Susanne Hahn (GER), 27:44

#### Teamwertung
| Platz | Land und Athletinnen                                                       | Gesamtpunktzahl und Einzelplatzierung |
| ----- | -------------------------------------------------------------------------- | ------------------------------------- |
| 1     | Vereinigtes Königreich Gemma Steel Freya Murray Julia Bleasdale Elle Baker | 42 03 12 13 14                        |
| 2     | Portugal Ana Dulce Félix Leonor Carneiro Anália Rosa Ana Dias              | 51 02 08 17 24                        |
| 3     | Deutschland Simret Restle Sabrina Mockenhaupt Verena Dreier Susanne Hahn   | 83 09 16 28 30                        |

Insgesamt wurden acht Teams gewertet.

### U23-Männer

#### Einzelwertung
| Platz | Athlet               | Land | Zeit (min) |
| ----- | -------------------- | ---- | ---------- |
| 1     | Florian Carvalho     | FRA  | 23:44      |
| 2     | James Wilkinson      | GBR  | 23:47      |
| 3     | Sondre Nordstad Moen | NOR  | 23:48      |

Von 98 gestarteten Athleten erreichten 97 das Ziel.
Teilnehmer aus deutschsprachigen Ländern:
- 4: Richard Ringer (GER), 23:48
- 22: Florian Orth (GER), 24:12
- 24: Christoph Ryffel (SUI), 24:16
- 35: Andreas Vojta (AUT), 24:25
- 46: Michael Schramm (GER), 24:36
- 59: Timo Göhler (GER), 25:04
- 62: Adrian Lehmann (SUI), 25:09
- 73: Leif Schröder-Groeneveld (GER), 25:29

#### Teamwertung
| Platz | Land und Athleten                                                                      | Gesamtpunktzahl und Einzelplatzierung |
| ----- | -------------------------------------------------------------------------------------- | ------------------------------------- |
| 1     | Norwegen Sondre Nordstad Moen Sindre Buraas Henrik Ingebrigtsen Hans Kristian Fløystad | 59 03 09 15 32                        |
| 2     | Vereinigtes Königreich James Wilkinson Mitch Goose Derek Hawkins Phillip Berntsen      | 76 02 08 26 40                        |
| 3     | Frankreich Florian Carvalho Simon Denissel Matthieu Garel Bryan Cantero                | 94 01 07 42 44                        |

Insgesamt wurden 15 Teams gewertet. Die deutsche Mannschaft belegte mit 131 Punkten auf den siebten Platz.

### U23-Frauen

#### Einzelwertung
| Platz | Athletin           | Land | Zeit (min) |
| ----- | ------------------ | ---- | ---------- |
| 1     | Emma Pallant       | GBR  | 19:57      |
| 2     | Naomi Taschimowitz | GBR  | 20:02      |
| 3     | Corinna Harrer     | GER  | 20:03      |

Von 43 gestarteten Athletinnen erreichten 42 das Ziel.
Weitere Teilnehmerinnen aus deutschsprachigen Ländern:
- 5: Anna Hahner (GER), 20:05
- 10: Jennifer Wenth (AUT), 20:26
- 12: Lisa Hahner (GER), 20:31
- 21: Jana Soethout (GER), 21:00
- 30: Fabienne Schlumpf (SUI), 21:31
- 36: Tanja Eberhart (AUT), 22:19

#### Teamwertung
| Platz | Land und Athletinnen                                                                 | Gesamtpunktzahl und Einzelplatzierung |
| ----- | ------------------------------------------------------------------------------------ | ------------------------------------- |
| 1     | Vereinigtes Königreich Emma Pallant Naomi Taschimowitz Stephanie Twell Hannah Walker | 14 01 02 04 07                        |
| 2     | Deutschland Corinna Harrer Anna Hahner Lisa Hahner Jana Soethout                     | 41 03 05 12 21                        |
| 3     | Portugal Carla Salomé Rocha Caterina Ribeiro Daniela Cunha Catarina Sónia Lima       | 41 09 15 19 34                        |

Insgesamt wurden sechs Teams gewertet.

### Junioren

#### Einzelwertung
| Platz | Athlet           | Land | Zeit (min) |
| ----- | ---------------- | ---- | ---------- |
| 1     | Ilgisar Safjulin | RUS  | 17:49      |
| 2     | Richard Goodman  | GBR  | 17:51      |
| 3     | Wladimir Nikitin | RUS  | 17:51      |

Von 112 gestarteten Athleten erreichten 109 das Ziel.
Teilnehmer aus deutschsprachigen Ländern:
- 18: Stig Rehberg (GER), 18:27
- 22: Hendrik Pfeiffer (GER), 18:29
- 42: Johannes Motschmann (GER), 18:47
- 44: Fabian Jucker (SUI), 18:49
- 45: Bastian Grau (GER), 18:49
- 53: Martin Grau (GER), 18:56
- 71: Moritz Steininger (GER), 19:09
- 88: Adriano Engelhardt (SUI), 19:30
- 99: Yanick Jäger (SUI), 19:47

#### Teamwertung
| Platz | Land und Athleten                                                                 | Gesamtpunktzahl und Einzelplatzierung |
| ----- | --------------------------------------------------------------------------------- | ------------------------------------- |
| 1     | Vereinigtes Königreich Richard Goodman Jonathan Hay Kieren Clements Niall Fleming | 30 02 08 09 11                        |
| 2     | Russland Ilgisar Safjulin Wladimir Nikitin Andrei Russakow Michail Strelkow       | 60 01 03 07 49                        |
| 3     | Frankreich Romain Collenot-Spiret Djilali Bedrani Julien Detre François Barrer    | 103 04 21 26 52                       |

Insgesamt wurden 19 Teams gewertet. Die deutsche Mannschaft belegte mit 127 Punkten den siebten Platz.

### Juniorinnen

#### Einzelwertung
| Platz | Athletin       | Land | Zeit (min) |
| ----- | -------------- | ---- | ---------- |
| 1     | Emelia Gorecka | GBR  | 13:13      |
| 2     | Ioana Doagă    | ROU  | 13:14      |
| 3     | Amela Terzić   | SRB  | 13:22      |

Von 93 gestarteten Athletinnen erreichten 92 das Ziel.
Teilnehmerinnen aus deutschsprachigen Ländern:
- 9: Gesa Felicitas Krause (GER), 13:42
- 10: Maya Rehberg (GER), 13:47
- 11: Elena Burkard (GER), 13:50
- 18: Priska Auf der Maur (SUI), 13:57
- 20: Jannika John (GER), 13:58
- 59: Anne Reischmann (GER), 14:34
- 69: Katharina Kreundl (AUT), 14:43
- 74: Magdalena Asamer (AUT), 14:59
- 81: Sophie Wallner (AUT), 15:15
- 87: Susanne Mair (AUT), 15:43
- DNF: Johanna Schulz (GER)

#### Teamwertung
| Platz | Land und Athletinnen                                                                   | Gesamtpunktzahl und Einzelplatzierung |
| ----- | -------------------------------------------------------------------------------------- | ------------------------------------- |
| 1     | Vereinigtes Königreich Emelia Gorecka Annabel Gummow Gemma Kersey Katie Holt           | 40 01 06 16 17                        |
| 2     | Russland Gulschat Faslitdinowa Swetlana Rjasanzewa Alexandra Guljajewa Wera Wassiljewa | 43 04 07 13 19                        |
| 3     | Deutschland Gesa Felicitas Krause Maya Rehberg Elena Burkard Jannika John              | 50 09 10 11 20                        |

Insgesamt wurden 16 Teams gewertet. Die österreichische Mannschaft belegte mit 311 Punkten den 16. Platz.